# Drabiszna

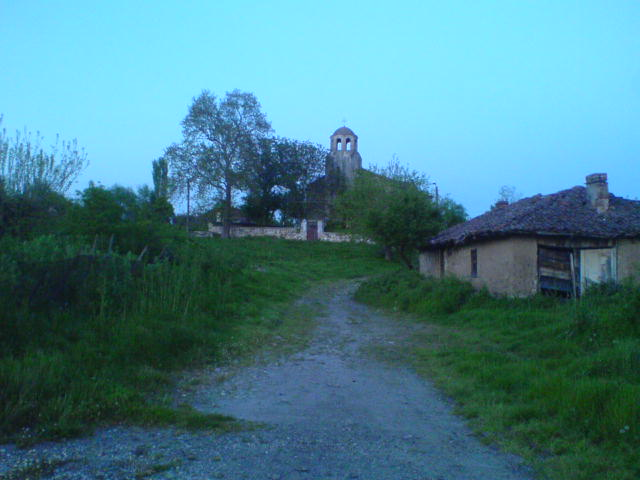
Cerkiew

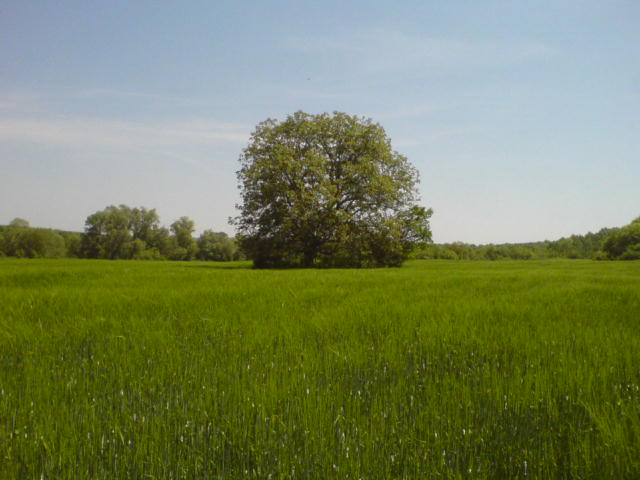
Dąb – pomnik przyrody na terenie wsi

Drabiszna (bułg. Драбишна) – wieś w południowej Bułgarii, w obwodzie Chaskowo, gminie Iwajłowgrad. Według danych Narodowego Instytutu Statystycznego, 31 grudnia 2011 roku wieś liczyła 57 mieszkańców.

## Położenie
Drabiszna położona jest 5 km od Iwajłowgradu. Miejscowość mieści się w południowo-wschodniej części Rodop Wschodnich. Na wschód od Drabiszny znajduje się granica bułgarsko-grecka. Przez wieś przepływa Armina.

## Historia
W chwili wybuchu wojny na Bałkanach w 1912 roku do legionu Macedońsko-Adrianopolskiego zgłosiło się czterech mieszkańców Drabiszny.

## Znane osoby
- Stamboł Dimitrow – rewolucjonista,
- Rusi Dimitrow – rewolucjonista.